# George Fuller (homme politique australien)
George Fuller, né le 22 janvier 1861 à Kiama et mort le 22 juillet 1940 à Darlinghurst, est un homme politique australien premier ministre de la Nouvelle-Galles du Sud le 20 décembre 1921 et du 13 avril 1922 au 17 juin 1925.